# La Sagrada
La Sagrada – gmina w Hiszpanii, w prowincji Salamanka, w Kastylii i León, o powierzchni 40,83 km². W 2011 roku gmina liczyła 125 mieszkańców.